# Almeida-Garrett-Denkmal

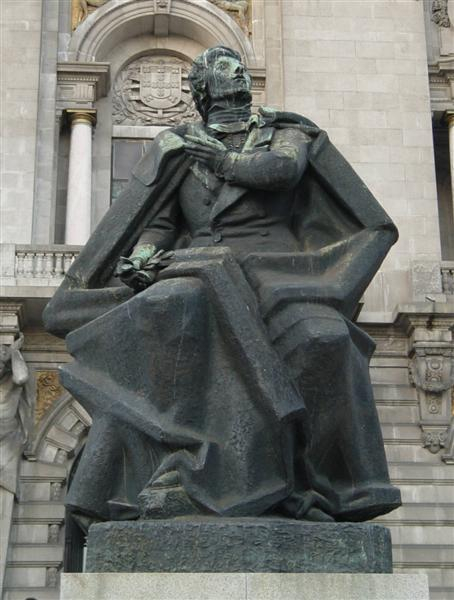
Das Almeida-Garrett-Denkmal in Porto

Das Almeida-Garrett-Denkmal ist ein Bronzestandbild im Zentrum der portugiesischen Stadt Porto.
Geschaffen wurde das Denkmal auf der Praça do General Humberto Delgado vor dem Rathaus Câmara Municipal do Porto vom Bildhauer Salvador Barata Feyo. Es wurde am 11. November 1954 enthüllt und ehrt den in Porto geborenen Dichter Almeida Garrett (1799–1854).